# تغنجة (فلم)
تغنجة فيلم مغربي من نوع  موسيقي دراما، إنتاج سنة 1980، من إخراج عبدو عشوبة، ومن بطولة: مجموعة ناس الغيوان. كاتب سيناريو     الفنان العربي باطما.

## قصة الفيلم
يقوم شخصان برحلة إلى ربوع المغرب التقليدي والصوفي.